# Martin Edwards
Charles Martin Edwards (sinh ngày 24 tháng 7 năm 1945) là cựu chủ tịch của Manchester United từ năm 1980 đến năm 2002. Hiện ông giữ chức chủ tịch danh dự của câu lạc bộ và là giám đốc của Inview Technology Ltd. 

## Tiểu sử
Edwards được sinh ra tại bệnh viện dịch vụ St Mary ở Adlington, Cheshire, Anh. Năm 13 tuổi, ông thi trượt vào trường Stowe, ngôi trường mong ước của cha mẹ ông, và thay vào đó, ông đã đến Cokethorpe. Ông tốt nghiệp vào năm 1963 và bắt đầu công việc kinh doanh thịt của gia đình, ban đầu là phụ việc trong các cửa hàng và quầy bán thịt. Sau đó, ông chuyển đến trụ sở chính ở Miles Platting để làm việc cho bộ phận kiểm soát chất lượng và bán hàng của bộ phận sản xuất, sau đó tại văn phòng kinh doanh của bộ phận phục vụ ăn uống . Năm 1973, ông trở thành kiểm soát viên bán lẻ, bán buôn. Edwards là giám đốc của Argyll Foods cho đến tháng 11 năm 1983.

## Sự nghiệp
Martin Edwards được bầu vào hội đồng quản trị của Manchester United vào tháng 3 năm 1970 và trở thành chủ tịch vào ngày 22 tháng 3 năm 1980 sau cái chết đột ngột và bất ngờ của cha mình, Louis vào ngày 25 tháng 2, người đã giữ chức chủ tịch trong 15 năm trước đó. Sau khi FA bỏ phiếu cho phép các câu lạc bộ bóng đá có một giám đốc được trả lương, Edwards trở thành giám đốc điều hành vào ngày 5 tháng 1 năm 1982 và tự trả cho mình mức lương hàng năm là 30.000 bảng Anh.
Trong mùa giải 1979-80 khi Edwards tiếp quản vị trí chủ tịch, United đã về nhì trước Liverpool ở Football League First Division, nhưng đã không giành được chức vô địch nào kể từ năm 1967 và trắng tay trong cả ba mùa giải mà Dave Sexton làm huấn luyện viên. Vào cuối mùa giải 1980-81, United đứng thứ tám trong giải đấu sau bảy trận thắng liên tiếp vào cuối mùa giải. Huấn luyện viên Dave Sexton đề nghị một hợp đồng mới có thời hạn ba năm, nhưng hợp đồng này đã không bao giờ được ký kết vì Edwards đã sa thải Sexton sau bốn mùa giải không có danh hiệu.
Edwards sau đó bắt đầu công cuộc tìm kiếm một huấn luyện viên mới. Có tin đồn rằng ông sẽ bổ nhiệm Lawrie McMenemy, người đã dẫn dắt Southampton  giành chiến thắng gây sốc trước chính United trong trận chung kết FA Cup 5 năm trước đó, làm người kế nhiệm Dave Sexton. Cũng có tin đồn rằng United quan tâm đến việc chiêu mộ Brian Clough, người từng vô địch giải đấu và hai lần vô địch cúp C1 châu Âu cùng Nottingham Forest, nhưng Edwards khẳng định sẽ không tiếp cận Clough. Thay vào đó, ông chuyển sang Ron Atkinson, người có thành tích ấn tượng cùng đội bóng West Bromwich Albion đã giành quyền tham dự UEFA Cup ba lần trong bốn mùa giải với thành tích lọt vào top 5 giải đấu, chỉ một lần lọt vào tứ kết. Atkinson khẳng định trong cuốn tiểu sử bóng đá của mình được xuất bản năm 1999 rằng Edwards là chủ tịch tốt nhất mà ông từng làm việc, và ông đã chấp nhận lời đề nghị, và ngay sau cuộc hẹn này, Edwards đã sẵn sàng quỹ để Atkinson mang về tiền vệ Bryan Robson của Albion với mức phí kỷ lục quốc gia. 1,5 triệu bảng Anh. Kỷ lục quốc gia này đã tồn tại trong sáu năm, Robson tới và trở thành một trong những cầu thủ vĩ đại nhất từng có của câu lạc bộ.
Atkinson đã giúp United có hai lần đăng quang FA Cup (lần đầu tiên vào năm 1983 và lần thứ hai vào năm 1985) nhưng trong mùa giải 1985–86, United đã đánh mất vị trí thứ tư sau 10 trận thắng đầu mùa giải, và những đồn đoán về tương lai của Atkinson đã được dấy lên.
Năm 1983, Edwards bắt đầu tìm kiếm những đồng nghiệp trẻ hơn để giới thiệu vào ban lãnh đạo câu lạc bộ. Sir Matt Busby được bổ nhiệm làm chủ tịch của câu lạc bộ và Michael Edelson được Edwards bổ nhiệm thay thế ông trong hội đồng quản trị, tiếp theo là vào tháng 6 năm 1984 với sự bổ sung của luật sư Maurice Watkins và huyền thoại đội bóng Sir Bobby Charlton.
Vào mùa hè năm 1986, Edwards kiếm được 2,3 triệu bảng Anh từ việc bán tiền đạo Mark Hughes cho Barcelona của Tây Ban Nha.
Vào ngày 4 tháng 11 năm 1986, United thi đấu phập phù và ngụp lặn ở nửa dưới của bảng xếp hạng, đội cũng đã bị loại khỏi Cúp liên đoàn với thất bại 4–1 trước Southampton. Ngày hôm sau, hội đồng bốn người đã họp tại văn phòng của Edwards ở Old Trafford và quyết định sẽ phải thay đổi huấ luyện viên. Cuộc họp đề xuất xem liệu Alex Ferguson, khi đó là huấn luyện viên của Aberdeen thi đấu tại Giải Ngoại hạng Scotland có thể trở thành huấn luyện viên của câu lạc bộ. Theo cuốn tự truyện của Ferguson, ông nhận được một cuộc điện thoại trong văn phòng của mình tại Pittodrie từ một người đàn ông nói giọng Scotland. Sau đó, Fergie phát hiện ra rằng đây là giám đốc của Manchester United, Michael Edelson, Edelson đã hỏi Ferguson liệu anh có muốn gặp Edwards không. Sau một cuộc thảo luận ngắn, Edwards đã liên hệ với Aberdeen. Chủ tịch Dick Donald và hội đồng quản trị bốn người của United đã lái xe ngay lập tức đến gặp Ferguson ở nửa đường giữa hai thành phố ở Glasgow. Các cuộc đàm phán nhanh chóng được kết thúc và 72 giờ sau Ferguson được bổ nhiệm làm huấn luyện viên của Manchester United thay cho Atkinson.
Ông từng từ chối lời đề nghị 10 triệu bảng mua lại Manchester United của Robert Maxwell vào năm 1984. Năm 1989, ông cố gắng bán câu lạc bộ cho nhà phát triển bất động sản Michael Knighton với giá 20 triệu bảng.. Việc mua bán đã sụp đổ khi sau khi được cấp quyền truy cập vào các cuốn sách của câu lạc bộ, Knighton đã không thể gây quỹ để trả cho câu lạc bộ. Tuy nhiên, Knighton vẫn được cho một ghế trong hội đồng quản trị, và các nguồn tin vào thời điểm đó cho rằng điều này để đổi lấy việc giữ im lặng về những gì anh ta đã thấy trong sách.
Sau khi vụ mua bán thất bại, các giám đốc khác của câu lạc bộ đã thuyết phục Edwards đưa câu lạc bộ lên thị trường chứng khoán. Điều này đã gây quỹ đáng kể phần lớn cho các cổ đông hiện hữu như Edwards. Việc trở thành một công ty đại chúng không có tác dụng ổn định như mong đợi ban đầu. Câu lạc bộ đã phải chịu đề xuất tiếp quản của BSkyB của Rupert Murdoch với Edwards được cho là đồng ý bán cổ phần của anh ấy với giá 98 triệu bảng 
. Edwards dần dần cắt giảm vốn chủ sở hữu của mình trong câu lạc bộ và từ chức giám đốc điều hành vào năm 2000, bổ nhiệm Peter Kenyon làm người kế nhiệm.
Trong khi đó, những nỗ lực của ông ấy đã giúp Manchester United bước vào thời kì hoàng kim rực rỡ nhất trong lịch sử đội bóng,  trong suốt những năm 1990 và 2000. Việc bổ nhiệm Alex Ferguson làm huấn luyện viên vào năm 1986 thực sự là bước ngoặt lịch sử của United sau hai thập kỷ tương đối thăng trầm, nhưng cần phải có thời gian để mọi thứ được cải thiện.
United về nhì ở First Division vào năm 1988 (mùa giải đầu tiên của Ferguson trên cương vị huấn luyện viên), và trong khoảng thời gian này, Edwards đã kiếm được hàng triệu bảng để củng cố đội hình với việc mua lại Mark Hughes cũng như ký hợp đồng với những cầu thủ nổi tiếng bao gồm Brian McClair, Gary Pallister, Paul Ince, Neil Webb và Danny Wallace. Tuy nhiên, việc cán đích ở vị trí thứ 11 trong mùa giải 1988-89 đã thử thách sự kiên nhẫn của những cổ động viên và khi năm 1989 kết thúc, phong độ của United tệ đến mức (họ đứng vị trí thứ 15 trong giải đấu vào Lễ Giáng Sinh). Các "Manucians" liên tục gọi điện đòi sa thải Alex Ferguson. Người hâm mộ cũng yêu cầu Martin Edwards từ chức. Tuy nhiên, Edwards đã đứng về phía Ferguson và khẳng định rằng vấn đề Ferguson bị sa thải là điều không bao giờ có thể bàn cãi. Trong khi Edwards thừa nhận rằng ông đã thất vọng với sự kém tiến bộ trong giải đấu, phần lớn là do một loạt chấn thương của các cầu thủ chủ chốt, và nói rằng ông  hài lòng với Ferguson về việc tổ chức lại đội đội hình.
Quyết định tiếp tục gắn bó với Ferguson của Edwards đã được đền đáp vào năm 1990 khi United nâng cúp FA để kết thúc 5 năm chờ đợi một danh hiệu lớn. Một năm sau, United giành chức vô địch Cúp C2 châu Âu. Năm 1992 chứng kiến United giành được Cúp Liên đoàn đầu tiên trong lịch sử câu lạc bộ, và một năm sau đó, Quỷ đỏ kết thúc 26 năm chờ đợi danh hiệu vô địch quốc gia khi đăng quang chức vô địch Ngoại hạng Anh khi giải đấu thành lập. Cú đúp tiếp theo đến một năm sau đó. Mùa bóng 1994-95 là một nỗi thất vọng với Edwards và cổ động viên United khi họ được kỳ vọng sẽ giành chức vô địch EPL cùng FA Cup nhưng lại kết thúc mùa giải mà không có danh hiệu nào. United đã trở lại mạnh mẽ vào một năm sau để giành được cú đúp thứ hai. Đến giai đoạn này, Edwards đã có có đủ kinh phí cho United để phá kỷ lục chuyển nhượng quốc gia hai lần trong thời gian 18 tháng - 3,75 triệu bảng cho Roy Keane trong mùa giải 1993 và 6 triệu bảng cho Andy Cole vào tháng 1 năm 1995. Thành công tiếp tục trong suốt phần còn lại của thập kỷ với một chức vô địch khác vào năm 1997 và đặc biệt là cú ăn ba vào năm 1999. Đến cuối thập kỷ, Edwards đã có sẵn tiền mặt để United mua hai bản hợp đồng tám con số đầu tiên trong lịch sử của họ hậu vệ Jaap Stam và tiền đạo Dwight Yorke.
Trong mùa giải 1998-1999, Martin Edwards đã chấp nhận lời đề nghị trị giá 623 triệu bảng từ BSkyB để tiếp quản Manchester United, nhưng thương vụ đã bị hủy bỏ sau khi Ủy ban Độc quyền và Sáp nhập can thiệp. Bộ đôi người Ireland J.P. McManus và John Magnier cũng tác động đáng kể tới câu lạc bộ. Tuy nhiên, câu lạc bộ tiếp tục gặt hái thành công chưa từng có trên sân bóng bất chấp mối quan hệ không mấy êm đẹp giữa huấn luyện viên Alex Ferguson và Martin Edwards. Thành công tiếp tục kéo dài sang thế kỷ 21, khi United giữ được chức vô địch Premier League vào năm 2000 với cách biệt kỷ lục 18 điểm và giành được danh hiệu thứ ba liên tiếp vào năm sau đó.
Edwards đã giúp United phá kỷ lục chuyển nhượng quốc gia hai lần vào năm 2001 khi họ ký hợp đồng với tiền đạo người Hà Lan Ruud van Nistelrooy và tiền vệ người Argentina Juan Sebastian Veron, nhưng ông đã bị buộc phải từ chức chủ tịch vào tháng 11 năm 2002, sau những lùm xùm trong một chuyến đi của câu lạc bộ chuyến đi đến Thụy Sĩ. Mặc dù vậy, ông vẫn tiếp tục đại diện cho câu lạc bộ tại các cuộc họp của FA và UEFA.
Ông đã bán 6,7% cổ phần của mình trong câu lạc bộ cho nhà đầu tư mới Harry Dobson vào năm 2003.

## Đời tư
Edwards kết hôn với Susan Lloyd Jones ở Bucklow, Cheshire vào năm 1968. Họ có hai con, James Louis sinh năm 1969 và Lucinda Jane sinh năm 1972.